# Бенескул, Владимир Онуфриевич

Владимир Онуфриевич Бенескул (15 июля 1863 — 2 апреля 1917) — генерал-лейтенант Русской императорской армии.

## Биография
Православный. Из дворян Подольской губернии. Общее образование получил в Киевской военной гимназии. 
В службу вступил 1 сентября 1880 года юнкером рядового звания во 2-е военное Константиновское училище. 7 августа 1882 года выпущен подпоручиком в 48-й пехотный Одесский полк.
Переведён корнетом 26 апреля 1883 года в 34-й драгунский Стародубовский полк. Поручик с 20 июня 1884 года.
Окончил Николаевскую академию Генерального штаба в 1889 году. Штабс-ротмистр. В том же году переименован в штабс-капитаны. 
Назначен состоять при Киевском военном округе. С 26 ноября 1889 года старший адъютант штаба 2-й Кавказской казачьей дивизии. С 21 апреля 1891 года капитан. Старший адъютант штаба 12-го армейского корпуса с 4 июля 1891 года. С 3 ноября 1892 по 9 ноября 1893 года отбывал цензовое командование эскадроном в 26-м драгунском Бугском полку. В 1892 году награждён орденом Святого Станислава 3-й степени.
С 22 ноября по 11 декабря 1895 года состоял для поручений при штабе 15-го армейского корпуса. С 11 декабря 1895 по 17 февраля 1900 года штаб-офицер для поручений при штабе Виленского военного округа. Подполковник. В 1895 году награждён орденом Святой Анны 3-й степени.
6 декабря 1899 года «за отличие» произведён в полковники. С 17 февраля 1900 по 24 марта 1901 года и.д. начальника штаба 3-й кавалерийской дивизии. Начальник штаба 28-й пехотной дивизии с 24 марта 1901 по 20 мая 1904 года. С 11 апреля по 11 августа 1901 года отбывал цензовое командование батальоном в 3-м Ковенском крепостном пехотном полку. 
20 мая 1904 года назначен командиром 108-го пехотного Саратовского полка. Награждён орденом Святого Станислава 2-й степени, а в 1906 году орденом Святой Анны 2-й степени.
С 12 февраля 1908 по 5 мая 1910 года начальник штаба 19-го армейского корпуса. 13 апреля 1908 года «за отличие» произведён в генерал-майоры.
С 5 мая 1910 года начальник штаба 5-го армейского корпуса. 6 декабря 1911 года награждён орденом Святого Владимира 3-й степени. 
Участник Первой мировой войны. С 22 декабря 1914 года командующий 51-й пехотной дивизией 2-го Кавказского армейского корпуса генерала от артиллерии С. Мехмандарова. 2 октября 1915 года «за отличие по службе» произведён в генерал-лейтенанты (старшинство 04.12.1914) с утверждением в должности. В течение одного 1915 года был удостоен четырёх боевых наград: орденов Святой Анны 1-й степени с мечами, Святого Станислава 1-й степени с мечами, Святого Владимира 2-й степени с мечами и Белого орла с мечами.
28 марта 1917 года после отстранения комитетом офицерских и солдатских депутатов 2-й Кавказской гренадерской дивизии генерала Мехмандарова от командования корпусом, генерал-лейтенант В. Бенескул был избран этим комитетом командиром 2-го Кавказского армейского корпуса.
31 марта по приказу командующего 10-й армией генерала от инфантерии В. Н. Горбатовского во 2-й Кавказский армейский корпус прибыл генерал для поручений при командарме С. Л. Марков. Встретившись с временно командующим  корпусом Бенескулом, Марков очень горячо обрушился на него за некорректность принятия им корпуса из рук прапорщика Ремнева. 
2 апреля 1917 года генерал-лейтенант Владимир Онуфриевич Бенескул застрелился. Похоронен был в Воронеже на Чугуновском кладбище. 7 апреля 1917 года исключен из списков умершим.

## Награды
- Орден Святого Станислава 3-й степени (1892)
- Орден Святой Анны 3-й степени (1895)
- Орден Святого Станислава 2-й степени (1904)
- Орден Святой Анны 2-й степени (1906)
- Орден Святого Владимира 3-й степени (1911)
- Орден Святого Станислава 1-й степени с мечами (1915)
- Орден Святой Анны 1-й степени с мечами (1915)
- Орден Святого Владимира 2-й степени с мечами (1915)
- Орден Белого орла с мечами (1915)